# ایرونپه
ایرونپه یک شهرداری است که در ایالت آمازوناس (برزیل) ، برزیل واقع شده است.

این شهر چهارمین شهر بزرگ در منطقه جنوب غربی بوده و محلی مناسب برای طبیعت‌گردی است.فرودگاه ایرونپ در این شهر قرار دارد.